# ترشن (شهرستان سوخاچف)
ترشن (به لهستانی:  Teresin) یک روستا در لهستان است که در گمینا ترشن واقع شده‌است. ترشن ۲٬۵۰۰ نفر جمعیت دارد.